# Гуденко Сергій Гаврилович
Сергі́й Гаври́лович Гуде́нко (нар. 1915 — пом. 1941) — радянський військовик, учасник битви на озері Хасан, радянсько-фінської війни та початкового періоду німецько-радянської війни, лейтенант. Герой Радянського Союзу (1938).

## Життєпис
Народився 1915 року в селі Калдаман, нині Мамлютського району Північноказахстанської області Казахстану в селянській родині. Українець. Здобув семирічну освіту, працював у сільському господарстві.
До лав РСЧА призваний у 1936 році. Брав участь у битві на озері Хасан. Особливо кулеметник 120-го стрілецького полку 40-ї стрілецької дивізії (39-й стрілецький корпус, 1-ша Приморська армія, Далекосхідний фронт) червоноармієць С. Г. Гуденко відзначився 7 серпня 1938 року під час штурму висоти Заозерної. У числі перших він увірвався на висоту, встановив свій кулемет і відкрив вогонь по ворогові. Під час бою навідник кулемета був вбитий, Гуденко поранений, а кулемет виведений з ладу. Попри це, змінивши кулемет, червоноармієць Гуденко продовжив вести нищівний вогонь по супротивнику, підтримуючи наступ піхоти.
Кандидат у члени ВКП(б) з 1938 року. Брав участь в радянсько-фінській війні. У 1940 році закінчив тримісячні курси при Київському піхотнічному училищі й отримав військове звання «молодший лейтенант». Військову службу проходив у Київському ОВО.
Початок німецько-радянської війни лейтенант С. Г. Гуденко зустрів на посаді командира взводу 19-го окремого кулеметного батальйону 2-го управління Володимир-Волинського УРу. 23 червня 1941 року гарнізон ДОТу під його командуванням вів вогонь по ворожій піхоті, що наступала з фронту. Спостереженням встановив, що супротивник намагається обійти укріплення з тилу. Особисто виніс і встановив станковий кулемет на польовій позиції й розстрілював ворожу піхоту доти, доки кулемет не вийшов з ладу. Загинув від вибуху ворожої міни.
Похований у братській могилі на східній околиці міста Устилуг Володимирського району Волинської області.

## Нагороди
Указом Президії Верховної Ради СРСР від 25 жовтня 1938 року «за зразкове виконання бойових завдань і геройство, виявлене при обороні району озера Хасан», червоноармійцеві Гуденку Сергію Гавриловичу присвоєне звання Героя Радянського Союзу. Після встановлення знаку особливої відзнаки, отримав медаль «Золота Зірка» за № 87.
Був також нагороджений орденами Леніна (25.10.1938) і Червоного Прапора (05.11.1941).